# Maravant
Le Maravant est une rivière française du département de la Haute-Savoie de la région Auvergne-Rhône-Alpes, en Chablais français et un affluent de la rive droite de la  Dranse, c'est-à-dire un sous-affluent du Rhône.

## Géographie

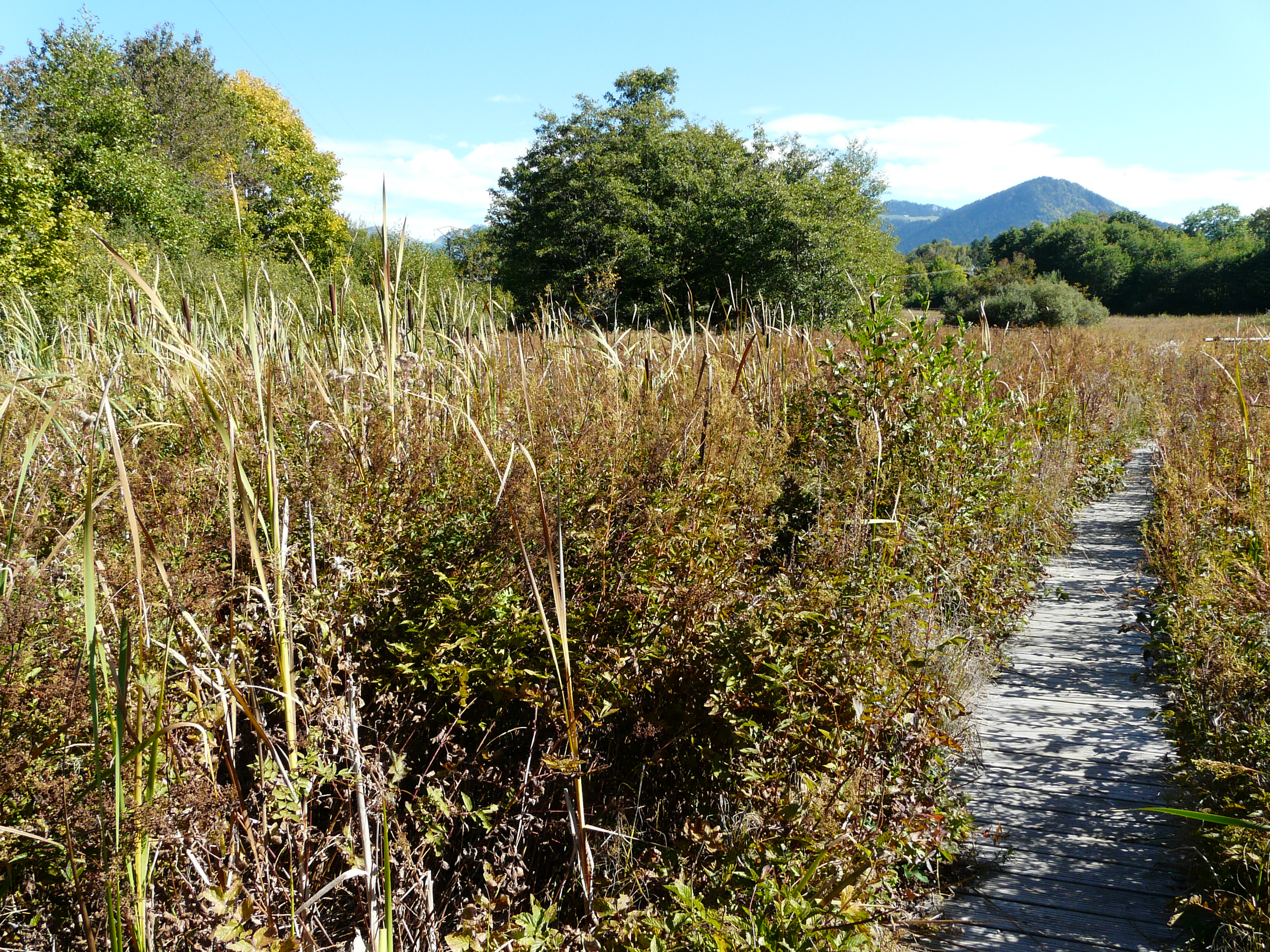
Le Maravant traverse le marais de Maravant, aménagé pour la promenade pédagogique

De 9,02 kilomètres de longueur, le Maravant prend sa source sur la commune de Saint-Paul-en-Chablais dans le hameau de Maravant, à environ 870 mètres d'altitude.
Il traverse le marais du Maravant puis coule globalement de l'est vers l'ouest dans le Chablais français.
Il se jette dans la Dranse, à la limite des communes de Marin et de Féternes, à environ 420mètres d'altitude.

### Communes et cantons traversés
Dans le seul département de la Haute-Savoie, le Maravant traverse quatre communes et un canton :de l'amont vers aval  Saint-Paul-en-Chablais (source), Larringes, et suit la limite Féternes et de Marin (confluence). 

### Bassin versant
Le Maravant draine une partie des eaux du plateau de Gavot. Le Maravant fait partie du bassin dit de la Basse Dranse et de l'impluvium des eaux minérales d'Evian.

### Organisme gestionnaire
L'organisme gestionnaire est le SIAC ou syndicat intercommunal d'Aménagement du Chablais.

## Aménagements et écologie
Le plateau de Gavot est une zone Natura 2000, de 165 ha 46° 22′ 37″ nord, 6° 39′ 19″ est.
La Communauté de Communes Pays d’Evian - Vallée d’Abondance (CCPEVA) est gestionnaire du site Natura 2000 des zones humides du plateau de Gavot, dont le marais du Maravant. 